# Campeonato Maranhense de Futebol de 1926
O Campeonato Maranhense de Futebol de 1926 foi a 9º edição da divisão principal do campeonato estadual do Maranhão. O campeão foi o Luso Brasileiro que conquistou seu 7º título na história da competição O artilheiro do campeonato foi Clodomir, jogador do Luso Brasileiro, com 12 gols marcados>

## Classificação
| Equipe          | Pts. | J  | V | E | D | GM | GS | SG  |
| --------------- | ---- | -- | - | - | - | -- | -- | --- |
| Luso Brasileiro | 20   | 12 | 9 | 2 | 1 | 44 | 13 | 31  |
| Sampaio Corrêa  | 18   | 12 | 9 | 0 | 3 | 40 | 16 | 24  |
| Vasco da Gama   | 17   | 12 | 7 | 3 | 2 | 32 | 24 | 8   |
| Tupan           | 9    | 7  | 4 | 1 | 2 | 14 | 11 | 3   |
| Diamante Negro  | 6    | 12 | 2 | 2 | 8 | 11 | 38 | -27 |
| Dublin          | 6    | 12 | 1 | 4 | 7 | 12 | 26 | -14 |
| Guarany         | 5    | 7  | 1 | 3 | 3 | 13 | 39 | -26 |
| Fênix           | 5    | 12 | 1 | 3 | 8 | 14 | 33 | -19 |

## Premiação
| Campeonato Maranhense de 1926       |
| São Luís                            |
| ----------------------------------- |
| Luso Brasileiro Campeão (7º título) |